# Serra de Portelles
La Serra de Portelles és una serra situada al municipi de Sant Miquel de Campmajor, a la comarca del Pla de l'Estany, amb una elevació màxima de 885,8 metres que correspon al cim del puig de Comaestremer (mal anomenat puig Sesarques al mapa del icgc), sostre comarcal del Pla de l'Estany.